# Flëur
Pour les articles homonymes, voir Fleur (homonymie).
Flëur est un groupe de heavenly voices ukrainien, originaire de Odessa. Le groupe se sépare en 2017.

## Biographie

### Débuts

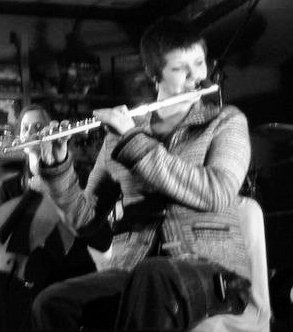
Yuliya Zemlyana, flûtiste du groupe entre 2000 et 2004.

Flëur est formé en février 2000 par Olga Pulatova et Elena Voynarovskaya à Odessa en Ukraine. En mars 2000, la flûtiste Yuliya Zemlyana les rejoint. Selon Olga Pulatova, c'est Yuliya qui proposera Flëur comme nom pour le groupe. Le 17 mars 2000, ils tiennent leur premier concert à Odessa. Le 17 juin 2000, Flëur donne son premier concert. 
Le groupe est rejoint par la violoncelliste Kateryna Serbina et le percussionniste Vladislav Mitsovsky, qui devient plus tard manager du groupe. Ils recrutent aussi Oleksiy Tkachevsky (percussions), Vitaliy Didyk (contrebasse), et Oleksiy Dovhaliev (claviers). Le 10 novembre 2000, le groupe effectue sa troisième représentation. Lors de ce concert, ils enregistrent leur deuxième album live, Почти живой. Les CD Сердце et Почти живой sortent localement par le groupe et sont distribués lors de leurs premiers concerts. Ils seront plus tard réédités en 2008.
Le 20 janvier 2001, Flëur joue son premier concert à Kiev avec pour la première fois le bassiste Vitaliy Didik. Par la suite, leurs premiers albums sont sortis chez le label indépendant nantais Prikosnovénie.

### Trilogie française

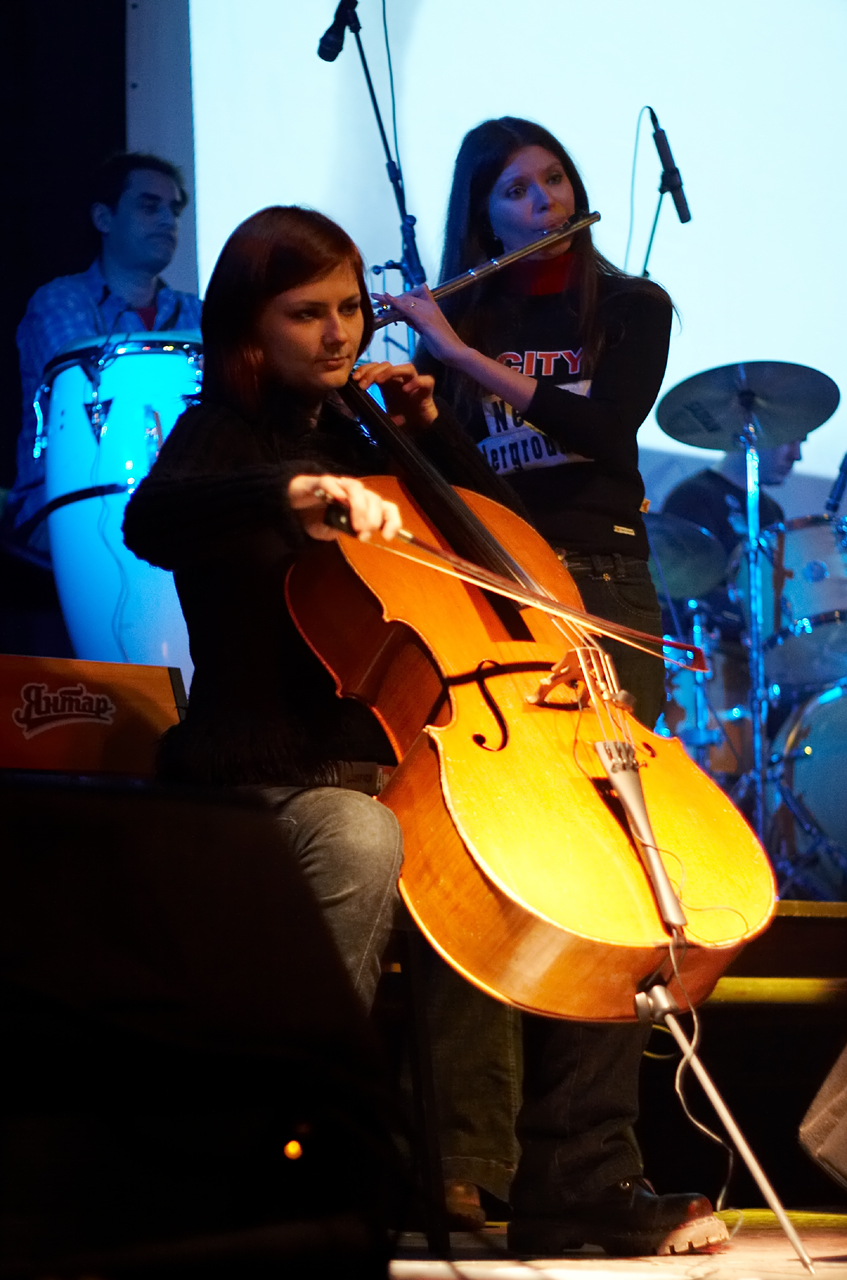
De gauche à droite : Vladislav Mitsovsky, Alexandra Didik, et Alla Luzhetska.

En mai 2001, les musiciens commencent à travailler sur leur premier album studio, et aussi première partie d'une trilogie, intitulé Прикосновение. À cette période, Oleksiy Dovgalov les rejoint aux claviers.
Entretemps, l'un des amis de Flëur dialogue activement avec le label indépendant français Prikosnovénie, auquel il envoie une démo. Lee label, intéressé, décide de leur offrir un contrat de distribution pour leur premier album. Sans aucune condition, le groupe accepte leur offre. Ainsi, le premier album sort en octobre 2002 sur le label français Prikosnovénie, suivi un mois plus tard par l'édition ukrainienne. En France, l'album est publié sous le nom de Prikosnovenie, avec une couverture différente et des titres de morceaux traduits en anglais. Les morceaux ne diffèrent pas de l'édition ukrainienne. Leur contrat stipule que l'édition française sera vendue à l'international, à l'exception de l'Ukraine, de la Russie et de la Biélorussie. Après la sortie française, les chansons du groupe sont diffusées sur les stations de radio de certains pays occidentaux, comme à Amsterdam sur la Radio Top 100 qui nommera leur album l'une des dix découvertes les plus brillantes de l'année. 
La distribution du disque en Ukraine se fait auprès du label Lavina Music. En janvier-février 2003, l'album atteint la tête des ventes dans les magasins de disque d'Odessa. En 2002, les musiciens commencent déjà à travailler sur leur deuxième album, ПВолшебство. Ils sont rejoints par la violoniste Anastasia Kuzmina. Katerina Serbina quitte le groupe, et, Alexander Didiik, l'époux de la contrebassiste Vitali Didik, le rempplace. Pour remplacer Oleksiy Dovgalov, Kateryna Kotelnikova rejoint le groupe. En 2003, le philanthrope Volodymyr Filippov se joint au groupe. ПВолшебство est sorti en automne 2003. Au printemps 2004, le deuxième album de Flëur est lancé en France sous le titre "Magic. La chanson Ремонт de l'album Magic devient leur premier clip professionnel. Il est réalisé par Alexander et Igor Stekolenki.
Сияние, le troisième album studio du groupe, est la dernière partie de la trilogie française, qui réunit les trois premiers albums du groupe. L'enregistrement du disque est rapide, et parfois même fait à la hâte. L'album Сияние est joué  à la clôture du festival Київ травневий. La sortie de l'album se fait en août 2004 en Ukraine, et en 2005 en France (sous le titre Siyanie). Cet album est le dernier album publié par Prikosnovénie. Selon le directeur artistique du groupe, la coopération s'est arrêtée à cause de désaccords. Grâce à la collaboration avec l'éditeur français, la musique de Flëur, bien que n'étant pas un succès commercial, se popularise en Europe et dans les deux Amériques. Le groupe est invité à des concerts en Hollande, en France, en Allemagne, au Chili, et dans d'autres pays, mais doit décliner en raison de ressources financières limitées. 
En 2004, la flûtiste Julia Zemlyan quitte le groupen et est remplacée par Alla Luzhetska. À partir de ce moment, Flëur ne change pas pendant les cinq années qui suivent.
Après la sortie de l'album Сияние, le groupe joue hors des frontières ukrainiennes à la mi-2005, participant au festival russe Poustie Kolmi (ru) (Пустые холмы), et est invité à se produire à la télévision locale.

### Succès
En 2006, le nouvel album de Flëur, intitulé Всё вышло из-под контроля, est sorti. L'album est expérimental et aurait dû musicalement différer de la Trilogie. Le groupe devra travailler dans de nouvelles conditions, plus dures, dans leur nouveau studio, pour se soumettre à un certain nombre de contraintes externes, à cause desquelles elle ne réussit pas à mettre en œuvre toutes ses intentions. Le style de l'album est devenu plus électronique et plus proche de la musique pop commerciale,. Notamment, le mastering de l'album se fera sans la participation de musiciens,. Certains arrangements sont d'ailleurs considérés par la chanteuse Elena Voynarovska comme « tragédie personnelle », et Olga Pulatova décrit l'album comme « violé par un pape. »
Néanmoins, Всё вышло из-под контроля devient l'un des plus grands succès de l'histoire du groupe. Pour la première fois, les chansons du groupe sont diffusées à la radio hors des frontières ukrainiennes. La chanson Шелкопряд de l'album entre dans les charts, y reste plusieurs semaines et atteint la première place ; il atteint aussi les charts du Нашого радіо. Lors de la cérémonie des remises de prix Charto Duchin, le groupe est récompensé ans la catégorie de meilleur nouveau groupe en 2007,.

### Derniers points et séparation
En 2015, en raison de la grossesse de la chanteuse Olga Pulatova, le groupe joue seulement deux concerts à Kiev et Kharkiv avec une rétrospective de vieilles chansons. En 2016, ils jouent de nouveau à Kiev et à Kharkiv.
En mars 2017, le groupe annonce sa séparation,.

## Style musical
Les avis de la presse spécialisée diffèrent quant au style musical du groupe. Le groupe est catégorisé musique classique,,,,, dark wave, ethereal wave,, heavenly voices, rock gothique,,, ambient, néofolk,,, dream pop,, rock, rock indépendant, art pop, pop, musique ethnique, folk rock,, rumba, post-rock, folk psychédélique, et rock symphonique. Musicalement, Flëur sera comparé aux Cocteau Twins, Bel Canto et All About Eve.

## Membres

### Membres actuels
- Ольга Пулатова (Olga Pulatova) — piano, voix
- Елена Войнаровская (Elena Voinarovska) — guitare, voix
- Олексій Ткачевський (Oleksiy Tkachevsky) — percussions
- Катерина Котельникова (Kateryna Kotelnykova) — claviers
- Анастасія Кузьміна (Anastasiya Kuzmina) — violon
- Євгеній Чеботаренко (Yevgeniy Chebotarenko) — guitare basse

### Anciens membres
- Юлія Земляна (Yulia Zemlyana) — flûte
- Катерина Сербіна (Kateryna Serbina) — violoncelle
- Олексій Довгалєв (Oleksiy Dovhaliev) — claviers, guitare acoustique
- Віталій Дідик (Vitaliy Didyk) - contrebasse, guitare basse
- Олександра Дідик (Aleksandra Didyk) - violoncelle
- Алла Лужецька (Alla Luzhetska) - flûte
- Владислав Міцовський (Vladyslav Mitsovsky) - percussions
- Георгій Матвеєв (Georgiy Matveyev) — bandoura
- Alex Kozmidi — guitare basse, guitare électrique

## Discographie

### Albums studio
- 2002 : Прикосновение (sorti en France)
- 2003 : Волшебство (sorti en France)
- 2004 : Сияние (sorti en France)
- 2006 : Всё вышло из под контроля Everything is out of Control
- 2008 : Эйфория Euphoria (Flëur)
- 2008 : Почти живой
- 2008 : Сердце (réédition de publications non officiels des années 2000/2001)
- 2010 : Тысяча светлых ангелов
- 2012 : Пробуждение
- 2014 : Штормовое предупреждение

### Collections
- 2007 : Флёрография   (Flëurografiya)
- 2007 : Трилогия : Прикосновение, Волшебство et Сияние
- 2008 : Discography (tous les albums en MP3)

### Single
- 2007 : Два Облака

### Parutions non officielles
- 2000 : Почти живой
- 2001 : Сердце
- 2001 : Special Edition